# 第百二十二号哨戒特務艇
第百二十二号哨戒特務艇（だいひゃくにじゅうにごうしょうかいとくむてい）は、日本海軍の未成特務艇（哨戒特務艇）。第一号型哨戒特務艇の49番艇。艤装中に被爆し沈没した。

## 艇歴
マル戦計画の特務艇、第2121号艦型の122番艇、仮称艦名第2242号艦として計画。1944年11月5日、第百二十二号哨戒特務艇と命名されて第一号型哨戒特務艇の46番艇に定められ、本籍を呉鎮守府と仮定。1945年4月13日、株式会社強力造船所で進水。5月26日、船体概成により強力造船所から横須賀海軍工廠へ引き渡し。
兵装艤装中の7月18日、横須賀空襲に遭遇して被爆し沈没した。
1947年2月1日、行動不能艦艇（特）に定められる。11月22日、在東京アメリカ極東海軍司令部から日本に対し、本艇の解体が指令された。